# خفاش میوه‌خوار پالاوان
خفاش میوه خوار پالاوان (نام علمی: Acerodon leucotis) نام یک گونه از تیره خفاش میوه‌خوار است. این گونه خفاش در جنگل‌های پالاوان، جزیره بالاباک و جزیره بوسوانگا در فیلیپین یافت می‌شود. این کونه در اتحادیه بین‌المللی حفاظت از طبیعت به خاطر تخریب زیستگاه گونه آسیب‌پذیر طبقه‌بندی شده است.
خفاش میوه خوار پالاوان دارای سر و بدنی به طول ۲۲–۳۵سانتی‌متر، با بال‌هایی به اندازه ۱۳–۱۶٫۵سانتی‌متر است. این گونه خفاش میوه خوار یک گونه شب زی محسوب می‌شود که بیشتر از درختان انجیر تغذیه می‌کند. این گونه می‌تواند تا بیش از ۵ سال عمر کتد.